# Bogurodzica
Bogurodzica je najstarejša zapisana poljska verska pesem. Posvečena je Materi Božji (Bogurodzica: Mati Božja). 

## Nastanek
Nastala je v srednjem veku med 10. in 13. stoletjem, avtor ni znan. Večina zgodovinarjev jo datira na konec 13. stoletja, po mnenju jezikoslovca Tadeusza Lehra-Spławińskega pa naj bi sodila v 12. stoletje. 
Najstarejši ohranjeni prepis besedila je iz leta 1407, ko naj bi jo zapisal neki duhovnik. Leta 1506 je bila Bogurodzica prvič natisnjena, in sicer na začetku Statuta Jana Łaskiega. Oba izvoda danes hrani Jagelonska knjižnica v Krakovu.

## Vsebina
Vsebina je verska. Najstarejši del pesmi obsega dve kitici: v prvi kitici verniki s pesmijo nagovarjajo Marijo, Mater Božjo, v drugi kitici pa Jezusa. Prosijo za odpuščanje grehov, srečno življenje na zemlji, po smrti pa v nebesih. Na koncu obeh kitic je refren: Kirie elejson (Gospod, usmili se). Kasnejše različice pesmi vsebujejo še dva dela: velikonočni del (4 kitice, datiran v 14. stoletje) in pasijonski del (9 kitic, datiran v 14. in 15. stoletje). V pesmi so razvidni bizantinski (npr. refren Kirie elejson; naslov, ki je dobesedni prevod grške besede Theotokos oziroma Mati Božja) in češki vplivi (čehizmi). Ob verzih je zapisana tudi melodija, kar nakazuje, da so pesem (predvsem) peli.

## Uporaba
Najprej je bila Bogurodzica le cerkvena pesem, nato je postala neke vrste narodna himna (carmen patrium) in viteška pesem. Zgodovinar Jan Długosz je zapisal, da naj bi jo vitezi peli pred bitko s križarji pri Grunvaldu (1410) in v bitki s Turki pri Varni (1444). Peli so jo tudi pri kronanju prvih Jagelonov. 

## Bogurodzicav sodobnosti
V 16. stoletju je njena pomembnost začela upadati. V drugi polovici 20. stoletja pa je njena priljubljenost spet narasla, postala je navdih nekaterim poljskim skladateljem: Andrzej Panufnik – Sinfonia Sacra (1963), Wojciech Kilar – Bogurodzica (1975), Krzysztof Meyer – Poljska simfonija (1981). Po besedah papeža Janeza Pavla II. naj bi pesem močno vplivala na poljsko kulturo. Po njegovem mnenju pesem ni zgolj kulturni spomenik, temveč dokument življenja, izpoved vere.